# Aek Baru Jae
Aek Baru Jae is een bestuurslaag in het regentschap Mandailing Natal van de provincie Noord-Sumatra, Indonesië. Aek Baru Jae telt 344 inwoners (volkstelling 2010).